# Distretto di La Brea
Il distretto di La Brea è uno dei sei distretti della provincia di Talara, in Perù. Si trova nella regione di Piura e si estende su una superficie di 692,96 chilometri quadrati.

Istituito il 31 ottobre 1932, ha per capitale la città di Negritos; nel censimento 2005 si contava una popolazione di 11.996 unità.